# Sourzac

Sourzac este o comună în departamentul Dordogne din sud-vestul Franței. În 2009 avea o populație de 1.092 de locuitori.

## Evoluția populației
| An        | 1975  | 1982  | 1990  | 1999  | 2006  | 2009  |
| --------- | ----- | ----- | ----- | ----- | ----- | ----- |
| Populație | 1.020 | 1.020 | 1.011 | 1.032 | 1.078 | 1.092 |